# Monotropie (Bindungstheorie)
Monotropie bezeichnet die Annahme von John Bowlby aus den Anfängen der Bindungstheorie, dass Säuglinge nur in der Lage seien, eine exklusive einseitige – d. h. monotrope – Bindung mit einer einzigen primären Bindungsperson einzugehen und dass dies normalerweise die Mutter sei. Bowlby gab die Annahme jedoch bald zugunsten einer moderateren Einstellung auf. Wissenschaftlich ist heute erwiesen, dass die Mutter nicht Hauptbindungsperson sein muss und bereits Säuglinge mehrere Bindungspersonen haben können. Dennoch wird die Bindungstheorie immer wieder herangezogen, um das westliche Leitbild exklusiver Mutterschaft zu stützen und Kinderbetreuung durch andere Personen als die Mutter (Alloparenting) zu kritisieren – innerhalb der Familie (Vater, Verwandte, Kindermädchen, Babysitter, Geschwister, Tagesmutter etc.) oder in Institutionen (Kindertagespflege, Kinderkrippe etc.).
Obgleich die Monotropieannahme wissenschaftlich schnell widerlegt war, ist sie bis heute höchst einflussreich in der Fachdiskussion (Wissenschaft, Kindermedizin, Psychotherapie, Pädagogik etc.), in Elternratgebern, in Leitbildern von Elternschaft und in der öffentlichen Meinung. Sie befördert auch den aktuellen Trend des 'Intensiven Bemutterns' (Intensive Mothering), in dem die Mutter die exklusive Bindungsperson ist.
Die Perspektiven, Bedürfnisse, Erfahrungen und Probleme von Müttern selbst werden mit dieser Fokussierung auf das Kind weitgehend vernachlässigt und selten thematisiert.